# Jean-Pierre Amat
Jean-Pierre Amat (n. 13 iunie 1962, Chambéry, Rhône-Alpes, Franța) este un trăgător de tir ce a reprezentat Franța, medaliat olimpic. A participat la 4 ediții ale Jocurilor Olimpice (1988, 1992, 1996, 2000) în care a câștigat o medalie de aur și o medalie de bronz.